# Samsung Galaxy S9
Samsung Galaxy S9 je chytrý telefon vyvinutý jihokorejskou společností Samsung Electronics. Tento model byl představen na Mobile World Congress v Barceloně 25. února 2018 společně se svým větším bratrem, telefonem Samsung Galaxy S9+, a je nástupcem modelu Galaxy S8.

## Specifikace[2]

### Hardware
- Displej: 5,8 palcový Super AMOLED, rozlišení 1440 x 2960 pixelů, poměr stran 18.5:9, krytý Gorilla Glass 5
- Procesor: Exynos 9810 (globálně) / Qualcomm Snapdragon 845 (USA a Čína)
- Paměť: 4 GB RAM
- Úložiště: 64/128/256 GB typu UFS 2.1, rozšiřitelné pomocí microSD slotu
- Baterie: 3000 mAh, podpora Qualcomm Quick Charge 2.0 a bezdrátového nabíjení
- Fotoaparáty: 12 MP zadní kamera s proměnlivou clonou, 8 MP přední kamera

### Software
- Operační systém: Android 8.0 Oreo
- Nadstavba: Samsung Experience 9.0

## Design

Logo Samsung Galaxy S9

Samsung Galaxy S9 udržuje podobný skleněno-kovový design jako jeho předchůdce, S8, s mírně zúženými rámečky. Na rozdíl od svého předchůdce má také přesunutou čtečku otisku prstů, na tomto modelu je umístěna pod fotoaparát. Telefon byl dostupný v několika barvách, včetně černé, modré a fialové. Design je charakteristický zaoblenými hranami, a to včetně výrazného 5,8 palcového Super AMOLED displeje, který se pyšní symetrickými rámečky po svých stranách.

## Vlastnosti a funkce
Galaxy S9 je vybavený řadou moderních funkcí, včetně voděodolnosti s certifikací IP68, skeneru oční duhovky, čtečky otisků prstů a rozpoznávání obličeje. Telefon také nabízí integrovaného virtuálního asistenta Bixby.

## Obsah balení
Součástí balení byla dodávána mimo adaptéru a nabíječky také redukce z USB-C na USB-A, redukce z USB-C na microUSB a kvalitní sluchátka AKG.

## Fotoaparát a jeho hodnocení
Jednou z hlavních inovací, které Samsung Galaxy S9 přináší, je jeho fotoaparát. Zadní kamera má 12 MP s proměnlivou clonou z f/2.4 na f/1.5, což umožňuje vynikající fotografie i ve špatných světelných podmínkách. Na základě této vlastnosti Samsung taktéž zvolil slogan „Nová definice fotoaparátu.“, anglicky „The camera. Reimagined.“. Tato řada získala na rok 2018 vysoké hodnocení 100 bodů od společnosti DxOMark, která se specializuje na testování kvality fotoaparátů i ve smartphonech. Jejich hodnocení zdůraznilo vynikající kvalitu snímání obrázků a videozáznamů, zvláště chválili jeho schopnost zachycení detailů a přesnosti barev.

## Přijetí a kritika
Galaxy S9 byl obecně dobře přijat kritiky. Recenzenti chválili zejména výkon, kvalitu displeje a vylepšenou kameru. Displej byl taktéž prohlášen za jeden z nejlepších redakcí DisplayMate. Často zmiňován byl také přesun čtečky otisků prstů, jelikož šlo o reakci na kritiku předchozího modelu. Nicméně i přes to někteří kritici poukazovali na to, že telefon nenabízí zásadní inovace oproti modelu Galaxy S8, což bylo vnímáno jako menší nevýhoda.